# Dolní Litvínov
Dolní Litvínov (německy Niederleutensdorf) je zaniklá vesnice v okrese Most v Ústeckém kraji, jejíž území tvoří místní část města Litvínova. Ves měla podlouhlý tvar, neboť se rozkládala podél Bílého potoka a na jihu zástavba plynule splývala s osadou Lipětín. Severní část Dolního Litvínova ležela zhruba 1,5 km jižním směrem od centra tehdejšího Horního Litvínova. Rozlišení na samostatný Dolní a Horní Litvínov existovalo až do roku 1947, kdy došlo ke spojení několika obcí a vytvoření města Litvínov. Dolní Litvínov byl zbořen z důvodu rozšiřování těžby hnědého uhlí v letech 1957–1959.

## Historie obce
První písemná zmínka o vsi pochází z roku 1352. Zemanský statek, který byl manstvím hradu Rýzmburka, vlastnili v roce 1398 Petr a Hanuš Grossové. V tomto roce prodal Boreš z Rýzmburka hrad i s dalším majetkem míšeňskému markraběti, pravděpodobně spolu s ním i Dolní Litvínov. V roce 1459 se poprvé odlišují vsi Horní a Dolní Litvínov, kdy byl hrad Rýzmburk a další majetek připojen od míšeňských markrabat zpět k Českému království. V témže roce král Jiří z Poděbrad udělil oba Litvínovy v léno neznámé osobě. V Dolním Litvínově existovala tvrz, která byla naposledy zmiňována v roce 1618. Pravděpodobně za třicetileté války zanikla a není známo, kde stála.
V roce 1515 je jako majitel zmiňován Dolního Litvínova rod Šénů ze Šénu, jehož poslední člen Kryštof zemřel v roce 1572. V roce 1580 byl majitelem vsi Mikuláš Hýzrle z Chodů. Krátce na to osadu získali Lobkovicové a připojili ji ke statku Dolní Jiřetín a v roce 1608 pak spolu s Horním Litvínovem začlenili do panství Duchcov. V roce 1642 získali toto panství Valdštejnové a vytvořili z něj panství Horní Litvínov – Duchcov. Ves Dolní Litvínov patřila do valdštejnského panství až do správní reformy v roce 1848. Po roce 1850 se Dolní Litvínov stal samostatnou obcí, ke které byly připojeny osady Lipětín a Záluží. To se osamostatnilo v roce 1862.
V obci byl hospodářský dvůr, ovčín, výrobna potaše, myslivna, dva mlýny a papírna. Obyvatelstvo se tradičně živilo zemědělství. Teprve v poslední třetině se do popředí začal dostávat průmysl, když v nedalekém Záluží či Louce byly otevřeny hnědouhelné doly. Od roku 1901 přes obec procházela tramvajová trať z Mostu do Horního Litvínova a Janova.
V roce 1941 byly Dolní Litvínov s Lipětínem připojeny k Hornímu Litvínovu. Po druhé světové válce se sice stal Dolní Litvínov opět samostatným, ale již v roce 1947 byl s Lipětínem znovu připojen a vzniklo město Litvínov. Dolní Litvínov byl zbořen spolu s Lipětínem a nedalekým Růžodolem v letech 1957–1959. V současnosti se v prostoru bývalé obce nachází Růžodolská výsypka, na které probíhá lesnická rekultivace.

## Obyvatelstvo
Při sčítání lidu v roce 1921 ve vsi žilo 1 495 obyvatel (z toho 724 mužů), z nichž bylo 760 Čechoslováků, 715 Němců, osm příslušníků jiné národnosti a dvanáct cizinců. Převažovali římští katolíci (849 lidí), ale 630 obyvatel bylo bez vyznání a k ostatním církvím se hlásilo jen osm evangelíků, čtyři členové církve československé, jeden žid a tři lidé patřili k nezjišťovaným církvím. Podle sčítání lidu z roku 1930 měl Dolní Litvínov 1 425 obyvatel: 694 Čechoslováků, 715 Němců, jednoho Žida a patnáct cizinců. K římskokatolické církvi se hlásilo 819 obyvatel a 557 jich bylo bez vyznání. Kromě nich ve vsi žili tři židé, čtrnáct členů církve československé a 32 evangelíků.
|                                                                 | 1869 | 1880 | 1890 | 1900  | 1910  | 1921  | 1930  | 1950  | 1961 | 1970 | 1980 | 1991 | 2001 | 2011 |
| --------------------------------------------------------------- | ---- | ---- | ---- | ----- | ----- | ----- | ----- | ----- | ---- | ---- | ---- | ---- | ---- | ---- |
| Obyvatelé                                                       | 340  | 347  | 678  | 1 339 | 1 394 | 1 495 | 1 425 | 1 888 | —    | —    | —    | —    | 9    | 58   |
| Domy                                                            | 53   | 51   | 63   | 82    | 96    | 101   | 117   | 242   | —    | —    | —    | —    | 1    | 4    |
| Data z let 1961–1991 jsou zahrnuta v údajích Horního Litvínova. |      |      |      |       |       |       |       |       |      |      |      |      |      |      |